# LOVERS CONCERTO
『LOVERS CONCERTO』（ラヴァーズ・コンチェルト）は、2009年12月2日に発売されたDEENの10作目のオリジナル・アルバム。

## 作品の解説
- DEENの約9ヶ月ぶりのオリジナルアルバム。
- 全曲がラブソングで構成されている。
- 初回盤のDVDには『DEEN Unplugged Summer Resort Live'09』が収録されている。
- 初回盤はDEEN初のBlu-Spec CD仕様。

## 収録曲
全曲作詞：池森秀一（10.を除く）
1. Negai feat.ミズノマリ from paris match <Album Version>
36thシングルのアレンジ
作曲＆編曲：山根公路
2. セレナーデ
作曲＆編曲：田川伸治
3. 五線紙のラヴソング feat.宮本笑里
作曲＆編曲：山根公路
4. Glory Day feat.イトウシュンゴ
作曲：山根公路　編曲：Steve Good
5. Celebrate <Album Version>
作曲：山根公路　編曲：山根公路＆時乗浩一郎
35thシングルのアレンジ
6. harukaze feat.paris match
作曲：池森秀一＆時乗浩一郎　編曲：杉山洋介
7. 君去りしクリスマス
作曲＆編曲：田川伸治
8. 幸せになろう
作曲＆編曲：田川伸治
9. そばにいるから feat.武沢侑昴・矢萩渉
作曲：池森秀一＆時乗浩一郎　編曲：時乗浩一郎
10. A Lover's Concerto （Instrumental）
編曲：田川伸治
11. 星降る夜、この星で
作曲＆編曲：田川伸治

## 参加ミュージシャン

### DEEN
- 池森秀一：Vocal & Back-up Vocals
- 山根公路：Keyboards,Back-up Vocals & Programming
- 田川伸治：Electric Guitar,Acoustic guitar,Percussions,Back-up Vocals & Programming

### ゲスト
- Programming：杉山洋介 from paris match (#6)
- Vocal & Back-up Vocals：ミズノマリ from paris match (#1,6)

appears by the courtesy of AMUSE SOFT ENTERTAINMENT INC.
- Violin：宮本笑里 (#3)

appears by the courtesy of Sony Music Japan International Inc.
- Vocal & Back-up Vocals：イトウシュンゴ from キンモクセイ (#4)
- Electric Guitar & Solo Guitar：武沢侑昴・矢萩渉 from 安全地帯 (#9)

### サポート
- Programming：時乗浩一郎 (#5,9)／Steve Good (#4)
- Back-up Vocals：藤田麻衣子 from MW RECORDS (#11)
- Drums：HIDE (All songs except #10)
- Bass：宮野和也 (All songs except #10)
- Violin：下川美帆 (#1,2,3,5,6,8,11)／南條由起 (#1,2,3,5,6,8,11)／丸山美里 (#1,5)／渋田紀子 (#1,5)
- Viola：関明子(#3,8,11)／南條由起 (#1)
- Cello：今泉文希(#3,8,11)／森田香織 (#5)
- Flute：tacaco (#6)
- Gang Chorus：GOOD-DAYS(#9,11)

- Produce by DEEN